# غوفر (جنس)
غوفر أو فأر الأرض «هذه معنى الاسم اللاتيني، Geo أرض وmys فأر»  (الاسم العلمي:Geomys) هو جنس من الحيوانات يتبع فصيلة الغوفرية من رتبة القوارض.